# Anthony Michael Hall
Anthony Michael Hall, nome d'arte di Michael Anthony Thomas Charles Hall (Boston, 14 aprile 1968) è un attore statunitense.

## Biografia
Figlio della cantante jazz Mercedes Hall, che divorziò dal padre dell'attore, Larry, venditore di automobili e carrozziere, quando aveva sei mesi. Sul palcoscenico fin da bambino, Hall inizia la carriera di attore professionista grazie alla pubblicità. Nel 1982 ottiene il primo ruolo da protagonista interpretando il ruolo di Huckleberry Finn, nel film TV Tom e Huck - Avventure sul Mississippi. Vincitore di un Young Artist Award per il suo ruolo in Sixteen Candles - Un compleanno da ricordare, negli anni seguenti recita prevalentemente in film adolescenziali come Breakfast Club e La donna esplosiva.
Tra il 1985 e il 1986, partecipa a quindici episodi di Saturday Night Live; in seguito, recita in film come La morte alle calcagna, La grande promessa, Edward mani di forbice e 6 gradi di separazione. Nel 1999 veste i panni di Bill Gates in I pirati di Silicon Valley. Nel 2008 partecipa al successo mondiale di Il cavaliere oscuro interpretando il giornalista televisivo Mike Engel. Attivo anche in televisione, dal 2002 al 2007 è stato il protagonista e produttore della serie televisiva The Dead Zone. Da segnalare anche la sua presenza in veste di guest star in serie come I racconti della cripta, La signora in giallo e Poltergeist.

## Filmografia

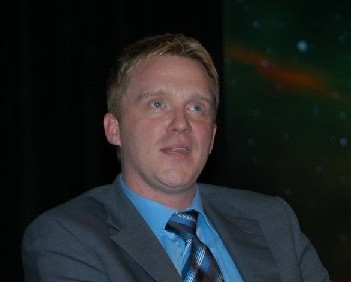
Anthony Michael Hall a Pasadena nel 2006

### Cinema
- Six Pack, regia di Daniel Petrie (1982)
- National Lampoon's Vacation, regia di Harold Ramis (1983)
- Sixteen Candles - Un compleanno da ricordare (Sixteen Candles), regia di John Hughes (1984)
- Breakfast Club (The Breakfast Club), regia di John Hughes (1985)
- La donna esplosiva (Weird Science), regia di John Hughes (1985)
- La morte alle calcagna (Out of Bounds), regia di Richard Tuggle (1986)
- La grande promessa (Johnny Be Good), regia di Bud S. Smith (1988)
- Lo gnomo e il poliziotto (A Gnome Named Gnorm), regia di Stan Winston (1990)
- Edward mani di forbice (Edward Scissorhands), regia di Tim Burton (1990)
- Shot Gun - Insieme a ogni costo (Into the Sun), regia di Fritz Kiersch (1992)
- 6 gradi di separazione (Six Degrees of Separation), regia di Fred Schepisi (1993)
- Hail Caesar, regia di Anthony Michael Hall (1994)
- Uscita di sicurezza (Exit in Red), regia di Yurek Bogayevicz (1996)
- Safe Sex - Tutto in una notte (Trojan War), regia di George Huang (1997)
- Happy Accidents, regia di Brad Anderson (2000)
- Crime Shades (The Caveman's Valentine), regia di Kasi Lemmons (2001)
- Freddy Got Fingered, regia di Tom Green (2001)
- All About the Benjamins, regia di Kevin Bray (2002)
- Funny Valentine, regia di Jeff Oppenheim (2005)
- Il cavaliere oscuro (The Dark Knight), regia di Christopher Nolan (2008)
- Dead in Tombstone, regia di Roel Reiné (2013)
- Aftermath, regia di Thomas Farone (2013)
- Foxcatcher - Una storia americana (Foxcatcher), regia di Bennett Miller (2014)
- Results, regia di Andrew Bujalski (2015)
- La legge della notte (Live by Night), regia di Ben Affleck (2016)
- Natural selection, regia di Chad Scheifele (2016)
- War Machine, regia di David Michôd (2017)
- The Lears, regia di Carl Bessai (2017)
- Bodied, regia di Joseph Kahn (2017)
- Halloween Kills, regia di David Gordon Green (2021)
- Clerks III, regia di Kevin Smith (2022)
- Trigger Warning, regia di Mouly Surya (2024)

### Televisione
- Tom e Huck - Avventure sul Mississippi (Rascals and Robbers: The Secret Adventures of Tom Sawyer and Huck Finn), regia di Dick Lowry – film TV (1982)
- I racconti della cripta (Tales from the Crypt) – serie TV, episodio 5x09 (1993)
- NYPD - New York Police Department (NYPD Blue) – serie TV, episodio 2x13 (1995)
- A Bucket of Blood, regia di Michael McDonald – film TV (1995)
- Deadly Games – serie TV, episodio 1x06 (1995)
- Airport '96 - Ostaggi a bordo (Hijacked: Flight 285), regia di Charles Correll – film TV (1996)
- La signora in giallo (Murder, She Wrote) – serie TV, episodio 12x22 (1996)
- Il tocco di un angelo (Touched by an Angel) – serie TV, episodi 2x22-5x22 (1996-1999)
- Claude's Crib – serie TV, 9 episodi (1997)
- The Jamie Foxx Show – serie TV, episodio 2x06 (1997)
- Un detective in corsia (Diagnosis: Murder) – serie TV, episodio 5x06 (1997)
- Poltergeist (Poltergeist: The Legacy) – serie TV, episodio 3x08 (1998)
- Il corvo (The Crow: Stairway to Heaven) – serie TV, episodio 1x21 (1999)
- I pirati di Silicon Valley (Pirates of Silicon Valley), regia di Martyn Burke – film TV (1999)
- A Touch of Hope, regia di Craig R. Baxley – film TV (1999)
- The Hunger – serie TV, episodio 2x14 (2000)
- Hitched - Senza via di scampo (Hitched), regia di Wesley Strick – film TV (2001)
- 61*, regia di Billy Crystal – film TV (2001)
- Hysteria: The Def Leppard Story, regia di Robert Mandel – film TV (2001)
- The Dead Zone – serie TV, 80 episodi (2002-2007)
- Entourage – serie TV, episodio 4x02 (2007)
- Contatto finale (Final Approach), regia di Armand Mastroianni – film TV (2007)
- Community – serie TV, episodi 1x12-2x23 (2009-2011)
- CSI: Miami – serie TV, episodio 8x14 (2010)
- No Ordinary Family – serie TV, episodio 3x16 (2011)
- Last Man Standing, regia di Ernest R. Dickerson – film TV (2011)
- Warehouse 13 – serie TV, 4 episodi (2011-2012)
- Diario di una nerd superstar (Awkward) – serie TV, 10 episodi (2012)
- Zombie Night, regia di John Gulager – film TV (2013)
- Psych – serie TV, episodi 7x14-8x02-8x04 (2013-2014)
- Rosewood – serie TV, episodio 1x01 (2015)
- Z Nation – serie TV, episodio 2x11 (2015)
- Murder in the First – serie TV, 5 episodi (2016)
- Riverdale – serie TV, episodio 3x04 (2018)
- Agents of S.H.I.E.L.D. – serie TV, episodio 6x07 (2019)
- The Goldbergs – serie TV, 9 episodi (2019-2023)
- The Blacklist – serie TV, episodi 7x16-7x17 (2020)
- Reacher – serie TV, 8 episodi (2025)
- Mercoledì (Wednesday) - serie TV, episodio 2x03 (2025)

## Doppiatori italiani
Nelle versioni in italiano delle opere in cui ha recitato, Anthony Michael Hall è stato doppiato da:
- Fabio Boccanera in Breakfast Club, Edward mani di forbice, La signora in giallo, The Dead Zone
- Stefano Mondini in Agents of S.H.I.E.L.D., Reacher, Mercoledì
- Marco Guadagno ne La donna esplosiva, Lo gnomo e il poliziotto
- Alberto Caneva in National Lampoon's Vacation
- Davide Lepore in Sixteen Candles - Un compleanno da ricordare
- Francesco Pannofino ne La grande promessa
- Fabrizio Manfredi in Sei gradi di separazione
- Christian Iansante in Uscita di sicurezza
- Diego Sabre in I pirati di Silicon Valley
- Tony Sansone in Crime Shades
- Davide Marzi ne Il cavaliere oscuro
- Gabriele Calindri in Community
- Romano Malaspina in CSI: Miami
- Roberto Pedicini in Last Man Standing
- Luca Ward in Warehouse 13
- Alberto Bognanni in Dead in Tombstone
- Roberto Draghetti in Psych
- Franco Mannella in Foxcatcher - Una storia americana
- Sergio Lucchetti in Z Nation
- Simone Mori in La legge della notte
- Alberto Sette in Natural Selection
- Massimo Bitossi in War Machine
- Gianluca Machelli in Riverdale
- Pierluigi Astore in Halloween Kills
- Alessandro Ballico in Bosch: L'eredità
- Dario Oppido in Trigger Warning